# Vath Chamroeun
Vath Chamroeun (khmer. វ៉ាត់ ចំរើន;ur. 12 października 1972) – kambodżański zapaśnik walczący w stylu wolnym. Olimpijczyk z Atlanty 1996, gdzie zajął dwudzieste miejsce w wadze piórkowej.
Przewodniczący Kambodżańskiego Komiteto Olimpijskiego.

## Letnie Igrzyska Olimpijskie 1996
| Konkurencja      | Rundy eliminacyjne      | Rundy eliminacyjne    | Klas. końcowa |
| Konkurencja      | Przeciwnik I            | Przeciwnik II         | Miejsce       |
| ---------------- | ----------------------- | --------------------- | ------------- |
| 62 kg styl wolny | Magomied Azizow (RUS) P | Len Zaslavsky (AUS) P | 20.           |